# دین پارک، نیو ساوت ولز
دین پارک (به انگلیسی: Dean Park) یک حومه شهر در استرالیا است که در نیو ساوت ولز واقع شده‌است.